# Carretera Federal 2D

La Carretera Federal 2D es una Autopista de cuota que recorre el norte de México, cerca de la frontera con los EE. UU. un extremo en Tijuana Baja California, en el Pacífico y el otro en Matamoros Tamaulipas, en el Golfo de México. La carretera pasa a través de los estados fronterizos de Baja California, Sonora y Tamaulipas, es ruta paralela a la Carretera Federal 2. 
La carretera se divide en tres secciones discontinuos. La primera sección inicia en Tijuana y termina en Mexicali donde entronca con la Carretera Federal 2, tiene una longitud de 172 km. La autopista se une con la Carretera Federal 2 en la Rumorosa, pero sigue referida como "México 2D", ya que sigue siendo una autopista de cuota. A partir de La Rumorosa la autopista es administrada por FIARUM, hasta el cerro de El Centinela en donde entronca el Libramiento de Mexicali que vuelve ser administrada por CAPUFE el cual conecta a la Carretera Federal 5 en el Ejido El Choropo y termina esta sección de la autopista en la Carretera Federal 2 en el Ejido Cuernavaca.
La segunda sección inicia en Altar, Sonora y termina en Santa Ana, Sonora donde entronca con la Carretera Federal 15, tiene una longitud de 72 km.
La tercera sección inicia en Reynosa y termina en Matamoros en el estado de Tamaulipas y tiene una longitud de 44 km.
Las autopistas y carreteras de acceso restringido son parte de la red federal de carreteras y se identifican mediante el uso de la letra “D” añadida al final del número de carretera.

## Trayectoria

### Baja California
Longitud = 172 KM
- Tijuana – Carretera Federal 2
- Tecate – Carretera Federal 3
- La Rumorosa
- Mexicali – Carretera Federal 5

### Sonora
Longitud = 172 KM
- Altar – Carretera Federal 2
- Santa Ana – Carretera Federal 15

### Tamaulipas
Longitud = 44 KM
- Reynosa – Carretera Federal 2
- Matamoros